# Romanian Open 2000 - Qualificazioni doppio
Le qualificazioni del doppio  del Romanian Open 2000 sono state un torneo di tennis preliminare per accedere alla fase finale della manifestazione. I vincitori dell'ultimo turno sono entrati di diritto nel tabellone principale. In caso di ritiro di uno o più giocatori aventi diritto a questi sono subentrati i lucky loser, ossia i giocatori che hanno perso nell'ultimo turno ma che avevano una classifica più alta rispetto agli altri partecipanti che avevano comunque perso nel turno finale.
Le qualificazioni del doppio del torneo Romanian Open 2000 prevedevano 4 coppie partecipanti di cui una è entrata nel tabellone principale.

## Teste di serie
1. Devin Bowen /  Mariano Hood (Qualificati)

1. Daniel Melo /  Alexandre Simoni (primo turno)

## Qualificati
1. Devin Bowen  /   Mariano Hood

## Tabellone

### Legenda
| - Q = Qualificato - WC = Wild card - LL = Lucky loser | - ALT = Alternate - SE = Special Exempt - PR = Protected Ranking | - w/o = Walkover - r = Ritirato - d = Squalificato |

|  | Primo turno | Primo turno                            | Primo turno                            | Primo turno | Primo turno |  |  | Ultimo turno | Ultimo turno                    | Ultimo turno                    | Ultimo turno                    | Ultimo turno |  |
|  |             |                                        |                                        |             |             |  |  |              |                                 |                                 |                                 |              |  |
|  | 1           | Devin Bowen Mariano Hood               | Devin Bowen Mariano Hood               | 6           | 6           |  |  |              |                                 |                                 |                                 |              |  |
|  |             | Emilio Benfele Álvarez Orlin Stanojčev | Emilio Benfele Álvarez Orlin Stanojčev | 4           | 3           |  |  | 1            | Devin Bowen Mariano Hood        | Devin Bowen Mariano Hood        | Devin Bowen Mariano Hood        | W-O          |  |
|  |             | Stefan Koubek Fernando Meligeni        | Stefan Koubek Fernando Meligeni        | 7           | 6           |  |  |              | Stefan Koubek Fernando Meligeni | Stefan Koubek Fernando Meligeni | Stefan Koubek Fernando Meligeni |              |  |
|  | 2           | Daniel Melo Alexandre Simoni           | Daniel Melo Alexandre Simoni           | 63          | 4           |  |  |              |                                 |                                 |                                 |              |  |